# Lamprosema perdentalis
Lamprosema perdentalis là một loài bướm đêm trong họ Crambidae.